# West Point, New York
West Point este o bază militară de rezervă a  Statele Unite ale Americii amplasată la nord de localitatea Highland Falls din comitatul Orange al statului  New York.

## Descriere
Populația fusese de 7.138 de locuitori, conform recensământului din anul 2000. West Point este parte a zonei metropolitane (Metropolitan Statistical Area) Poughkeepsie–Newburgh–Middletown, NY, precum și a mai largei zone metropolitane New York–Newark–Bridgeport, NY - NJ - CT - PA, cunoscută în terminologia demografică americană sub numele deCombined Statistical Area.
Academia Militară a Statelor Unite, care este situată în această localitate, este frecvent desemnată prin denumirea de alint de "West Point" sau "The Point".